# Аверно (рестлер)
Аверно (англ. Averno; настоящее имя Ренато Руис Кортес; англ. Renato Ruíz Cortes; родился 9 мая 1977 года) — мексиканский профессиональный рестлер. Известен своими выступлениями в Consejo Mundial de Lucha Libre (CMLL), где он выступал в маске под именем Аверно (Ад) и стал чемпионом в среднем весе и 3-кратным командным чемпионом. На протяжении многих лет его имя было неизвестно. Но после подписания контракта с WWE в мае 2011 года Аверно был включен в Lucha de Apuesta, где потерял свою маску и вынужден был показать своё истинное лицо. В данный момент работает в Consejo Mundial de Lucha Libre.

## Consejo Mundial de Lucha Libre (1995—2011)
Rencor Latino
Он начал свою карьеру под именем Rencor Latino (лат. Враждебность). Свой первый матч Аверно выиграл в 1998 году, победив Аполо Чино на Арене Колисео.

## WWE (2011)
29 мая 2011 года, сообщалось, что Аверно подписал контракт с WWE

## В рестлинге
- Финишеры
  - Devil’s Wings
- Любимые приемы
  - Diving headbutt
  - No-handed suicide dive
  - Sitout side powerslam

- Прозвища
  - Averno
  - Rencor Latino

Музыкальные темы
- «Mein Teil» — Rammstein

## Титулы и награды
- Consejo Mundial de Lucha Libre
  - CMLL World Middleweight Championship (1 раз)
  - CMLL World Tag Team Championship (3 раза) — с Мефисто
  - Mexican National Trios Championship (1 раз) — с Сатанико и Мефисто
  - NWA World Middleweight Championship/NWA World Historic Middleweight Championship (2 раза)
- Pro Wrestling Illustrated
  - PWI ставит его под #48 в списке 500 лучших рестлеров 2006 года
- Total Nonstop Action Wrestling
  - TNA World X Cup (2008) — с Rey Bucanero, Último Guerrero и Volador Jr.